# Kim Jin-woo
Kim Jin-woo (hangul: 김진우; Sinan, 26 de septiembre de 1991), más conocido como Jinwoo o Jinu, es un cantante y actor surcoreano, miembro del grupo Winner, formado en 2014 por YG Entertainment a través del programa de supervivencia WIN: Who is Next.

## Biografía y carrera
Jinwoo nació el 26 de septiembre de 1991 en Imja-do, Condado de Sinan, Jeolla del Sur. Fue reclutado por Seungri del grupo BIGBANG, quién estuvo impresionado por su baile y decidió llevarlo a YG para que audicionara, se convirtió en trainee de YG Entertainment en 2010. Fue bailarín de apoyo en el concierto de YG Family de 2011, junto al que se convertiría en su compañero de grupo, Taehyun. Debutó en 2014 como miembro de Winner, luego de participar y ganar en el programa de supervivencia WIN: Who is Next.
Jinwoo hizo su debut como actor en la web-drama Magic Cellphone en 2016.
En noviembre de 2016, se anunció que Jinwoo tendría el rol principal en la obra "El Principito", producida por la Compañía Nacional de Danza Contemporánea de Corea, convirtiéndose el primer idol en formar parte de una producción de danza contemporánea. Al siguiente mes participaría en el web-drama Love For a Thousand More, junto a su compañero de grupo, Seungyoon.

## Filmografía

### Televisión

#### Series de ficción
| Año  | Título            | Papel       | Cadena   | Notas        | Ref.        |
| ---- | ----------------- | ----------- | -------- | ------------ | ----------- |
| 2016 | Magic Cellphone   | Oh Tae-ji   | Sohu TV  | 10 episodios |             |
| 2016 | Amor para mil Más | Hyung-sik   | Naver TV | 10 episodios |             |
| 2023 | My Lovely Boxer   | Han Jae-min | KBS2     |              | [ 7 ] [ 8 ] |

#### Programas de telerrealidad y variedades
| Año  | Título             | Cadena | Notas                             | Ref.   |
| ---- | ------------------ | ------ | --------------------------------- | ------ |
| 2013 | WIN: Who is Next   | Mnet   | Participante (Miembro del Team A) |        |
| 2017 | Infinite Challenge | MBC    | Invitado (Ep. 530 - 531)          |        |
| 2017 | Radio Star         | MBC    | Invitado (Ep. 539)                |        |
| 2017 | Wizard Of Nowhere  | MBC    | Miembro                           | [ 9 ]  |
| 2018 | Live a Nice Life   | JTBC   | Miembro                           | [ 10 ] |
| 2019 | Naturally          |        | invitado, junto a Mino            |        |

## Premios y nominaciones
| Año  | Premio                        | Categoría                           | Candidato   | Resultado | Ref.          |
| ---- | ----------------------------- | ----------------------------------- | ----------- | --------- | ------------- |
| 2017 | 17th MBC Entertainment Awards | Rookie Award, Categoría de Variedad | Kim Jin-woo | Nominado  | [ 11 ] [ 12 ] |